# Wiener Stadttheater

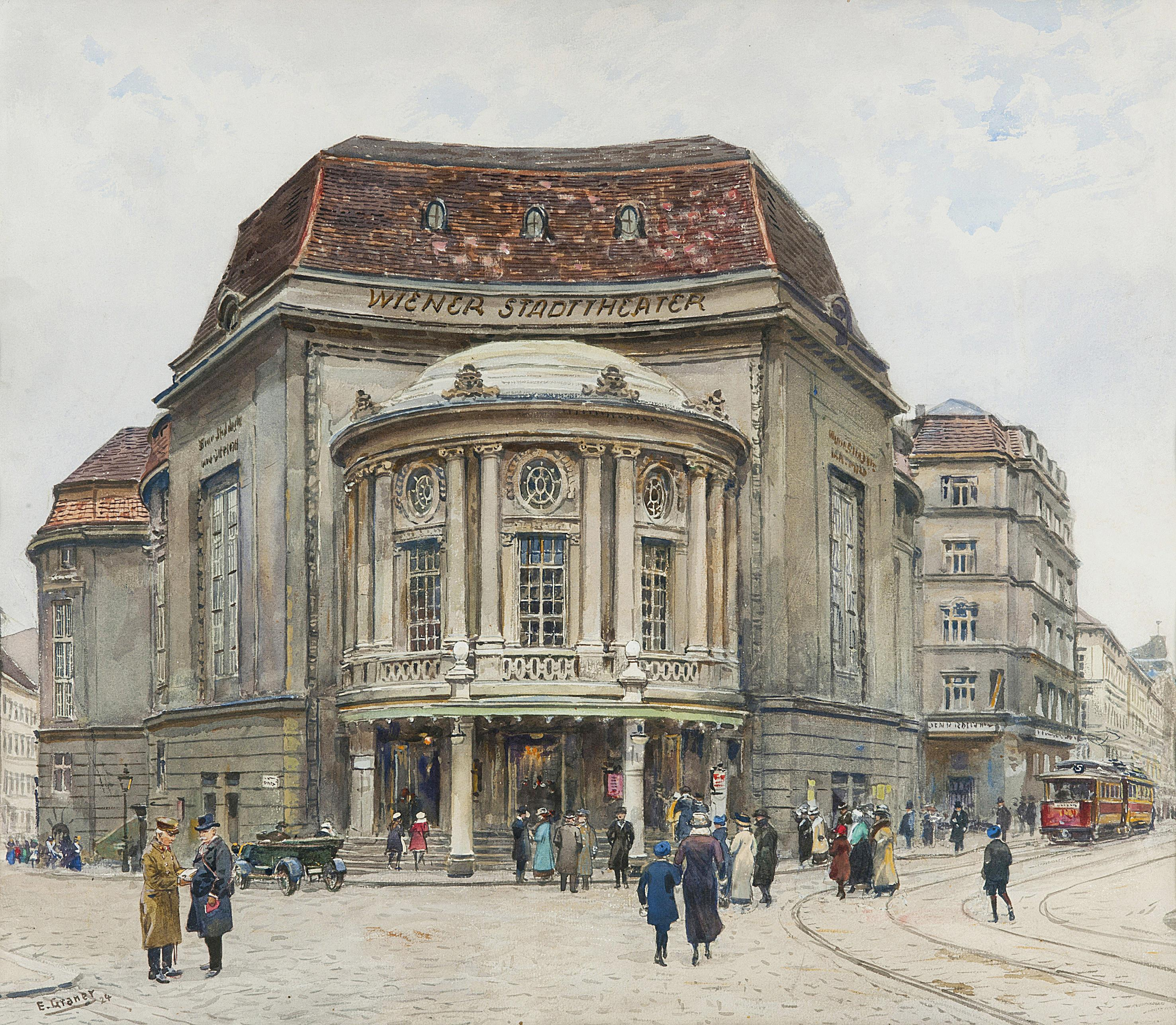
Wiener Stadttheater in un'immagine del 1924

Il Wiener Stadttheater (anche noto come Neues Wiener Stadttheater) è un teatro situato al Josefstadt di Vienna, originariamente costruito nel 1914 dall'architetto ebraico di origine ungherese Oskar Kaufmann. Sul terreno di Laudongasse 36 c'era in origine il maneggio Paarsche seguito dalla fabbrica di mobili in ferro Kitschelt.

## Storia
Dopo una ristrutturazione nel 1918, ad opera di Hermann Helmer, il teatro fu utilizzato come teatro d'opera. Dopo il 1945, fu ribattezzato "Teatro Rex" da parte delle forze di occupazione americane. Nel 1949 vi si tenne la prima dell'operetta Frühling im Prater (Primavera al Prater) di Robert Stolz, con Heinz Conrads e Peter Alexander sotto la regia di Hubert Marischka. Più tardi, la Radio-televisione austriaca lo scelse per la registrazione di programmi televisivi. Nel 1960-1961 venne decisa la demolizione del teatro seguendo la sorte che aveva interessato poco prima il Bürgertheater e la "Scala" (ex Johann Strauss Theatre).
Su progetto dell'architetto Georg Lippert, venne costruito un edificio che divenne sede della Haus des Buches.

## Direttori
- Karl Farkas, Fritz Grünbaum (1927–1931)
- Friedl Czepa (1940–1945)
- Rudolf Österreicher (1945–1947)
- Karl Loubé (1947–1960)